# Le Baiser (Toulouse-Lautrec)
Pour les articles homonymes, voir Le Baiser.
Le Baiser  est un tableau, mesurant 39 × 58 cm, peint par Henri de Toulouse-Lautrec en 1892.

## Description
Toulouse-Lautrec a capturé l'instant où deux prostituées partagent un moment d'amour lesbien par un tendre baiser. Cette œuvre exprime un amour charnel. On le voit par la présence des deux femmes dans un lit en train de s'embrasser.